# Mi vida en poemas
Mi vida en poemas es el nombre de un libro de poemas publicado por el autor ecuatoriano Jorge Carrera Andrade en el año de 1962.

## Resumen
Este poemario al igual que Microgramas, empieza con un ensayo autocritico y de una selección poética. La característica autobiográfica del libro se concentra especialmente en su ensayo inicial. 
Al igual que en el libro Edades poéticas, existen grabaciones de Jorge Carrera Andrade leyendo poemas de este libro que fueron realizadas en Caracas, Venezuela, en 1961 y se completó en la Biblioteca del Congreso de Estados Unidos en 1970.

## Estructura
El libro consta de los siguientes poemas:
- El perfil de la tierra
- Taller del tiempo
- Bueyes y golondrinas
- Lugar de origen
- Alabanza del Ecuador
- Museo universal
- Las armas de la luz
- Presagios
- Mujeres escapadas de los cuadros
- El desierto interior
- Juegos de agua
- Se prohíbe andar sobre el césped
- Epílogo/Hombre de cualquier tierra